# Rajgopalan Rajamohan
Rajgopalan Rajamohan, död 29 januari 2022, var en indisk astronom.
Han var verksam vid Vainu Bappu-observatoriet.
Minor Planet Center listar honom under namnet R. Rajamohan och som upptäckare av 6 asteroider.

## Asteroider upptäckta av Rajgopalan Rajamohan
| 4130 Ramanujan     | 17 februari 1988 |
| 4706 Dennisreuter  | 16 februari 1988 |
| 5178 Pattazhy      | 1 februari 1989  |
| 7564 Gokumenon     | 7 februari 1988  |
| 8348 Bhattacharyya | 26 januari 1988  |
| 17446 Mopaku       | 23 januari 1990  |